# 포곡초등학교
포곡초등학교는 대한민국 경기도 용인시 처인구 포곡읍 전대리에 있는 공립 초등학교이다.

## 학교 연혁
| 1933년 | 9월 1일   | 포곡공립보통학교 개교(설립인가 7월 2일)          |
| 1935년 | 3월 1일   | 제1회 졸업(남24, 여7 계 31명)                    |
| 1938년 | 4월 1일   | 포곡공립심상소학교로 개명                        |
| 1941년 | 4월 1일   | 포곡공립국민학교로 개명                          |
| 1942년 | 4월 1일   | 6년제로 개편                                     |
| 1983년 | 3월 1일   | 축구부 창단                                      |
| 1987년 | 9월 1일   | 병설유치원 개원                                  |
| 1988년 | 11월 10일 | 강당(애향관) 준공                                |
| 1996년 | 3월 1일   | 포곡초등학교로 개명                              |
| 1998년 | 9월 15일  | 전교생 급식 실시                                 |
| 2000년 | 3월 1일   | 병설유치원 순회학급 편성(1)                      |
| 2010년 | 3월 1일   | 전교생 무료급식 실시                             |
| 2013년 | 3월 1일   | 제26대 김병동 교장 취임                          |
| 2014년 | 2월 19일  | 제79회 졸업(총13,680명)                          |
| 2014년 | 3월 1일   | 33학급(특수포함) 편성                            |
| 2014년 | 3월 1일   | 병설유치원 5학급 편성                            |
| 2016년 | 3월 1일   | 30학급(특수포함) 편성                            |
| 2016년 | 3월 1일   | 병설유치원 6학급 편성                            |
| 2016년 | 3월 1일   | 병설유치원 특수(순회학급) 1학급 증설(2학급 편성) |
| 2017년 | 2월 14일  | 제82회 졸업(총 14,072명)                         |
| 2017년 | 3월 1일   | 29학급(특수포함) 편성                            |
| 2017년 | 3월 1일   | 병설유치원 6학급 편성(특수3학급 포함)            |

## 참고 자료
- 포곡초등학교 - 한국교육학술정보원 학교알리미